# ESPN America
ESPN America è stato un network sportivo in lingua inglese.

## Storia
Lanciato nel Regno Unito nel 2002, viene chiamato NASN per trasmettere una selezione dei più importanti eventi sportivi del Nord America (MLB, NHL, NFL, NCAA, CFL, e altri) in un canale televisivo che trasmette in 41 Paesi tra via cavo e satellite. Con l'acquisizione in marzo 2007 da parte dell'ESPN Inc., dal 1º febbraio 2009 è stato denominato "ESPN America".
In Italia ESPN America è stato lanciato l'8 aprile 2008 sul canale 213 della piattaforma Sky.
Inizialmente fu trasmessa 24 ore su 24 e in lingua originale l'intera programmazione del feed "inglese", nel quale non sono presenti le dirette delle principali partite del football NFL oltre alle rubriche e ai programmi di NFL Films, visto che fino al 2007 i diritti NFL "local language" erano un'esclusiva di Sky Sport, poi sono stati acquisiti dal 2008 dalla RAI e dal 2009 si è aggiunta anche Dahlia TV fino al fallimento di quest'ultima nel febbraio 2011. A partire dall'11 settembre 2009, con l'accordo raggiunto con la NFL per i diritti televisivi in lingua originale fino al 2021, anche in Italia viene trasmesso il feed "europeo", consentendo così il ritorno sulla piattaforma Sky, seppur soltanto in lingua originale, delle dirette delle principali partite NFL e di tutte le rubriche dedicate dopo una sola stagione di assenza.
Sui canali Sky Sport vengono trasmessi in diretta con il commento originale e in differita con il commento in italiano molti eventi in alta definizione trasmessi da ESPN America quali il football americano e il basket NCAA.
In Italia, dal 12 gennaio 2010, il canale si è spostato all'attuale posizione 214 di Sky.
Dal 1º febbraio 2012 sono iniziate le trasmissioni in HD.
Dal 31 luglio 2013 ESPN America ha annunciato la chiusura delle trasmissioni insieme ad ESPN Classic in tutta Europa ad esclusione di Regno Unito e Irlanda, i diritti sono stati venduti a Fox Sports che dal 9 agosto 2013 ha trasmesso su Sky (fino al 30 agosto 2018) e Mediaset Premium (fino al 30 Agosto 2015).

## Il palinsesto di ESPN America
La programmazione di ESPN America varia da paese a paese a seconda dei diritti televisivi; trasmette la MLB, la NHL, l'NCAA American Football e Basket, l'automobilismo NASCAR e NHRA e la NFL. Quest'ultima, comprese le rubriche ad essa dedicate, non va in onda in Regno Unito, Irlanda, Norvegia, Svezia, Turchia e Finlandia.
Dal 1º marzo 2010 è in onda SportsCenter (versione per ESPN America) il celebre notiziario sportivo di ESPN, con due edizioni, ciascuna di 30 minuti, una alle 8.00 e l'altra alle 22.30; da aprile 2012 viene trasmessa la versione americana direttamente dagli studi di Los Angeles dalla durata di 45 minuti.